# Kopytka
Kopytka, o també coneguts a Polònia com szagówki, és un plat típic de massa de la gastronomia de Polònia, semblant als nyoquis italians. Es creen a partir d'una massa de patata i farina. La massa s'estén en tires llargues, que s'aixafen i es tallen de forma diagonal a l'eix longitudinal, fent paral·lelograms. Després es couen en aigua amb sal en ebullició. Se solen servir com a complement, tot i que també pot ser el plat principal amb trossos de cansalada i ceba fregida.

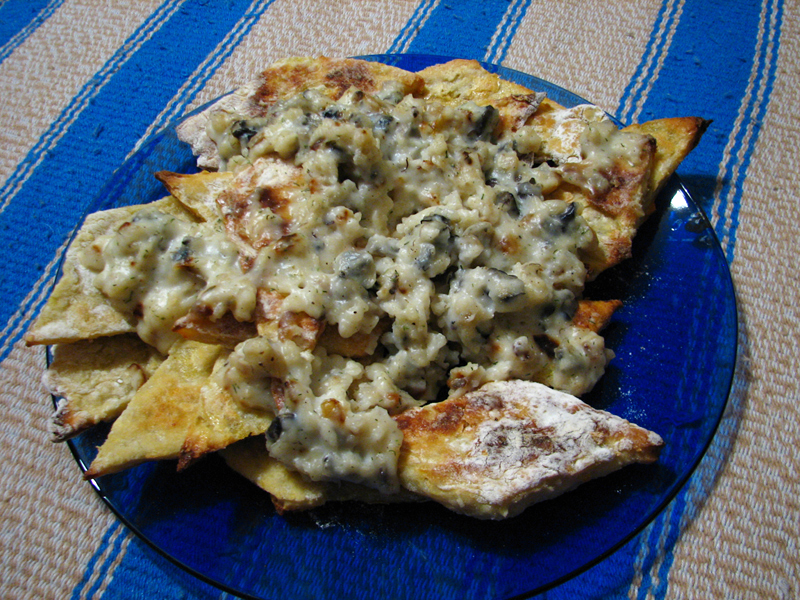
Kopytka amb salsa de bolets.